# دوغ أشدون
دوغ أشدون (بالإنجليزية: Doug Ashdown)‏ هو عازف قيثارة ومغن مؤلف أسترالي، ولد في 29 يوليو 1942.

## وصلات خارجية
- الموقع الرسمي
- دوغ أشدون على موقع IMDb (الإنجليزية)
- دوغ أشدون على موقع ميوزك برينز (الإنجليزية)
- دوغ أشدون على موقع ديسكوغز (الإنجليزية)